# Basic Channel
Basic Channel es un grupo de techno y minimal techno así como un sello discográfico, compuesto por Moritz Von Oswald y Mark Ernestus. Surgió en Berlín en 1993. El dúo publicó varios discos en formato vinilo bajo diferentes alias.
El grupo instaló su propio estudio en Berlín en Paul-Lincke-Ufer, en un edificio que sirvió como hogar para Mark Ernestus, empresa distribuidora y tienda de discos (Hard Wax), así como el estudio de masterización del sello. Basic Channel dejó de funcionar en 1995, pero su actividad continuó a través de una miríada de sellos similares. Entre los más importantes destaca Chain Reaction (que contribuyó a lanzar la carrera de productores como Monolake o Porter Ricks), Basic Replay, Main Street, Burial Mix y Rhythm & Sound.

## Discografía

### Basic Channel
- Cyrus Enforcement (BC-01, 1993)
- Phylyps Trak (BC-02, 1993)
- Vainqueur Lyot (Reshape) (BC-03, 1993)
- Quadrant Q 1.1 (BC-04, 1993)
- Cyrus Inversion (BC-05, 1994)
- Quadrant Dub (BC-06, 1994)
- Basic Channel Octagon / Octaedre (BC-07, 1994)
- Radiance I / II / III (BC-08, 1994)
- Phylyps Trak II (BC-09, 1994)
- Basic Channel BCD (BCD, 1995)
- Basic Channel Basic Reshape (BCBR, 2004)
- Quadrant Infinition/Hyperism (BCQD, 2004)
- Basic Channel BCD-2 (BCD-2, 2008)

### Discos de Burial Mix seleccionados
- Rhythm & Sound w/ Paul St. Hilaire Showcase CD (BMD-1, 1996)
- Rhythm & Sound w/ The Artists Rhythm & Sound w/ The Artists CD (BMD-2, 2003)
- Rhythm & Sound The Versions CD (BMD-2, 2003)
- Rhythm & Sound See Mi Ya 7" box set (BMD-14-20, 2005)
- Rhythm & Sound See Mi Ya CD (BMD-4, 2005)
- Rhythm & Sound See Mi Ya Remixes CD (BMXD-1, 2006)

### Otro material relacionado
- Various ...Compiled (Chain Reaction, CRD-06, 1998)
- Round One - Round Five 1993-99 Main Street Records (Main Street Records, MSD-01, 1999)
- Rhythm & Sound Rhythm & Sound (Rhythm & Sound, RSD-01, 2001)
- Scion Scion Arrange And Process Basic Channel Tracks (Tresor, Tresor 200, 2002)
- Maurizio M Series (Maurizio, MCD, 2003)
- Various Basic Replay (Basic Replay, BR-1, 2007)

## Paul St. Hilaire
Paul St. Hilaire (aka Tikiman) es un vocalista de reggae que ha colaborado con Von Oswald y Ernestus.